# Judit con dos acompañantes (Lucas Cranach)

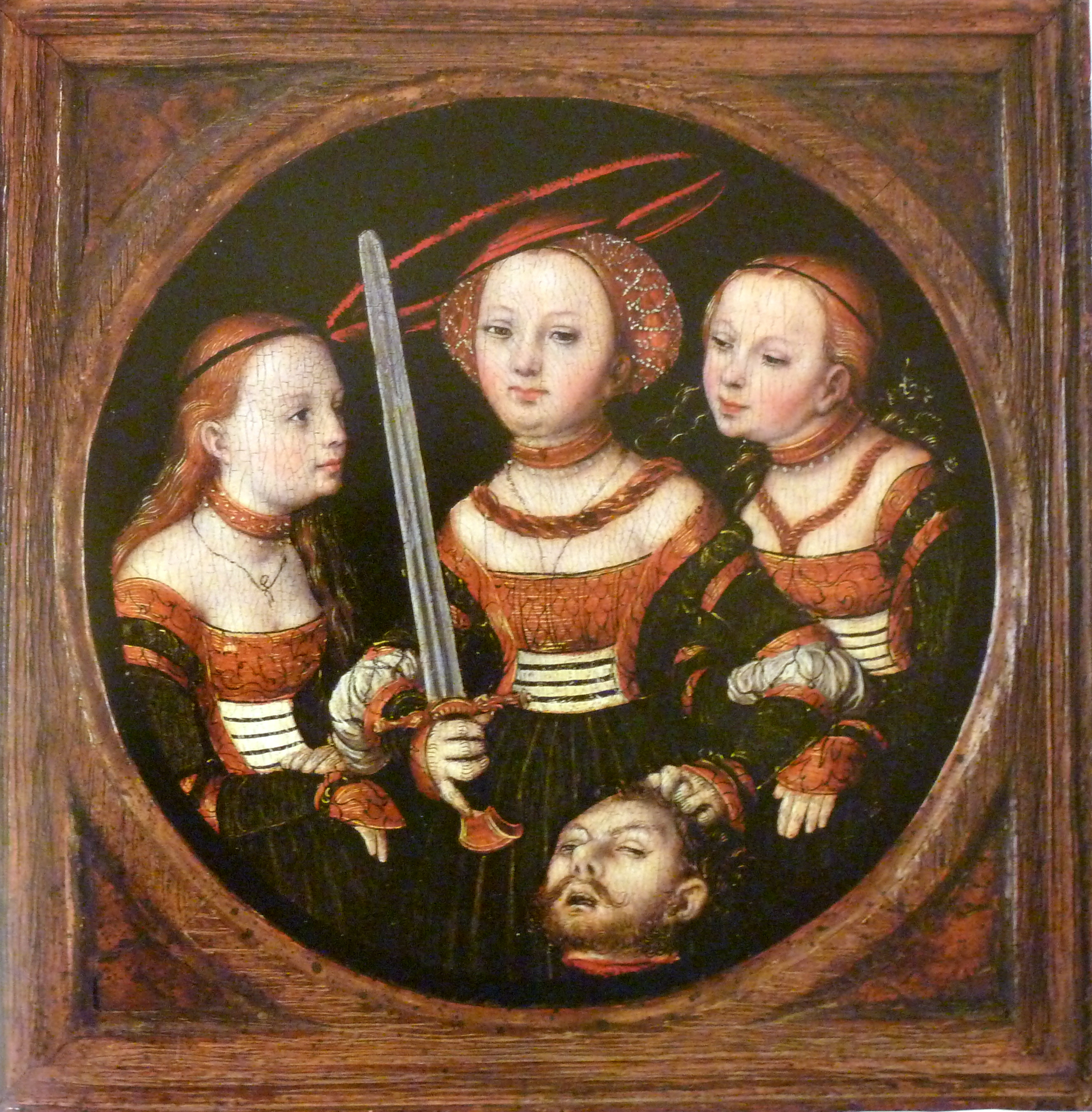
Judit con dos compañeras, 1525.

Judit con dos acompañantes es el título de una pintura de Lucas Cranach el Viejo, que se encuentra en la colección Rau de la Unicef-Alemania Arp Museum Bahnhof Rolandseck.

## Descripción
La pintura es un tondo o pintura en formato redondo, sobre madera, con un diámetro de 14,6 cm. La imagen redonda está colocada en un marco cuadrado.
En contraste con otras imágenes de Judit, en su mayoría más grandes, del círculo de Cranach, aquí la heroína bíblica Judit se muestra simétricamente de medio cuerpo, acompañada por dos damas de compañía. Judit, en el centro, sostiene la espada en alto con el dedo meñique cuidadosamente extendido y con la mano izquierda agarra por el cabello la cabeza cortada de Holofernes. Mientras una de sus compañeras baja la mirada hacia la cabeza del asesinado con una sonrisa encantadora, la mirada de la otra vaga a lo lejos.
Las tres damas están vestidas de manera casi idéntica. Todas portan vestidos de corte en tela pesada verde oscuro con brocado dorado en las cintas y puños de las mangas y el cuerpo ceñido, con un amplio escote rectangular, de manera que el corpiño permite resaltar de manera efectiva los pechos. Las gargantillas de oro decoradas con perlas dirigen la mirada del espectador a los rostros jóvenes con mejillas rosadas y labios inferiores que sobresalen de manera atractiva.
Judit se distingue de sus compañeras por las elegantes mangas acuchilladas de su vestido, de las que brota en abundancia la seda blanca de la camisa interior, así como por la cabellera recogida con una redecilla de perlas bajo un sombrero rojo plano de ala ancha, que queda en posición oblicua sobre el peinado. Los dos acompañantes solo lucen una sencilla cinta negra en el cabello, con la melena cayendo suelta a la espalda.
La firma de Cranach, la serpiente alada, y la fecha 1525 son apenas visibles sobre el hombro y cabello suelto de la compañera de Judith en el borde exterior derecho de la imagen.

## Clasificación histórica
El cuadro redondo de pequeño formato de 1525 pertenece a la serie de cuadritos de gabinete, en su mayoría sin fecha, realizados en gran número en la primera mitad del siglo XVI en el taller de Cranach. La participación del taller y del propio Cranach en las obras es difícil de evaluar. Los compradores de tales "cuadros de gabinete", que en el productivo taller de Cranach ganaban cada vez más en erotismo y carisma sensual, eran los nobles cortesanos y la alta burguesía.
Contrariamente a las tendencias de la época cada vez más preocupadas por el verismo de los eventos plasmados, en las que los artistas clasicistas más cultivados en intereses anticuarios cada vez se preocupaban más por la veracidad histórica de las realidades representadas, como la ropa, las armas, los utensilios y la arquitectura, Cranach continuó la costumbre antigua, medieval y gótica y pinta sus personajes bíblicos y mitológicos de manera anacrónica según los ambientes, costumbres y moda indumentaria contemporáneas.
El tema de la historia de Judit y Holofernes que también fue elegido por otros artistas de la época como ejemplo de tiranicidio, es visto por algunos historiadores del arte en el contexto de justificar a los príncipes luteranos en su rebelión contra el poder católico central. Los príncipes, cuya forma de vida no siempre se correspondía con las ideas morales puritanas de los reformadores, posiblemente podrían verse al menos exonerados en una historia como la de la hermosa viuda Judit del Antiguo Testamento.